# 蒙德湖畔因讷施万德
蒙德湖畔因讷施万德（德語：Innerschwand am Mondsee）是奥地利上奥地利州弗克拉布鲁克县的一个市镇。总面积19平方公里，总人口1053人，人口密度55.4人/平方公里（2005年）。